# Oban (Argyll and Bute)
Oban, schottisch-gälisch An t-Òban für „Kleine Bucht“, ist eine Stadt mit 8574 Einwohnern (Stand 2011) in Argyll and Bute an der Westküste Schottlands. Sie liegt in einer Bucht, der die kleine Insel Kerrera vorgelagert ist, so dass Oban sich durch eine sehr geschützte Lage auszeichnet.
Der Ort mit heute fast städtischem Charakter war bis ins 19. Jahrhundert hinein ein kleines Fischerdorf. Mit der Dampfschiff-Ära und dem Eisenbahnanschluss per West Highland Line 1880 wuchs Oban zum Zentrum der Westküste und zum Hauptfährhafen für die Inneren und Äußeren Hebriden. Es gibt Verbindungen unter anderem zu den Inseln Mull, Colonsay, Coll, Tiree, Barra und South Uist. Im Zweiten Weltkrieg war Oban Zielhafen der EN-Geleitzüge.
Das 3600 Kilometer lange Transatlantische Telefonkabel TAT-1 wurde am 25. September 1956 zwischen Oban und Clarenville (Neufundland) in Betrieb genommen.

## Sehenswürdigkeiten
Der McCaig’s Tower oberhalb der Stadt ist der nicht fertiggestellte Nachbau des Kolosseums in Rom. Der ortsansässige Bankier John Stuart McCaig ließ das Monument 1897 bauen, um die einheimischen Arbeiter während der arbeitsarmen Wintermonate zu beschäftigen und seiner Familie ein Denkmal zu setzen. Weder der geplante Turm im Inneren des Bauwerks noch die Statuen der Familie McCaig wurden jemals fertiggestellt, da alle Mitglieder der Familie bis 1904 starben oder verarmten. Seit einigen Jahren ist der Innenraum dieses Folly als Parkanlage hergerichtet und die Aussichtsplattform kann bestiegen werden.
Ein Stück nördlich der Stadt liegt auf einer Anhöhe oberhalb der Straße die Ruine von Dunollie Castle. Der noch in seiner Form erhaltene Bergfried kann betreten werden und die erhöhte Lage ermöglicht eine gute Aussicht auf das Meer.
Die Oban Distillery stellt seit 1794 Whisky her.

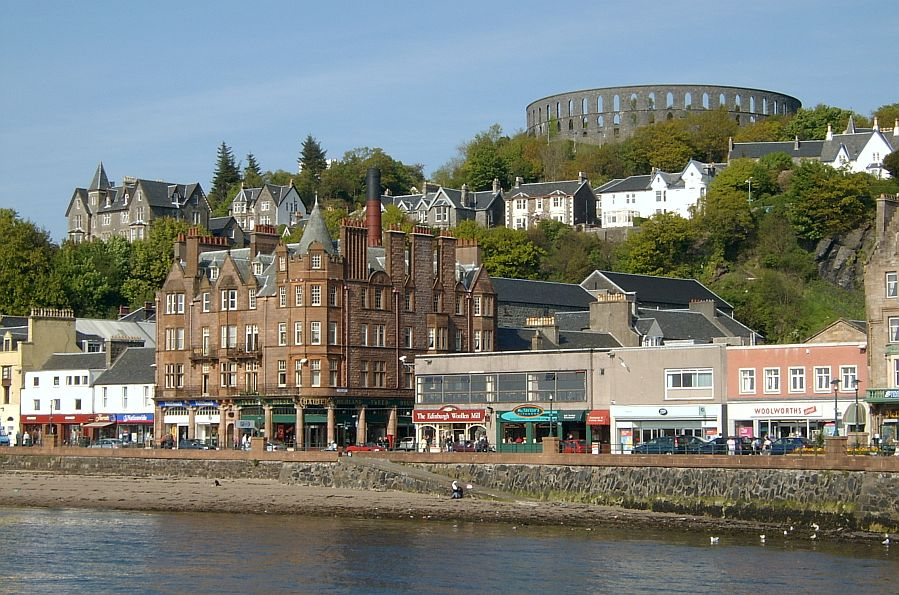
Blick auf die Stadt mit dem McCaig’s Tower
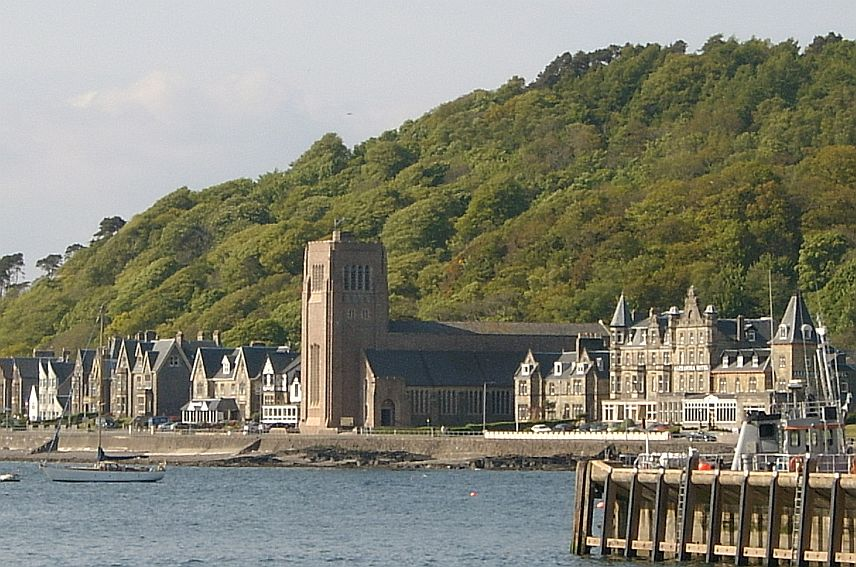
Blick auf die Stadt mit der katholischen Kathedrale
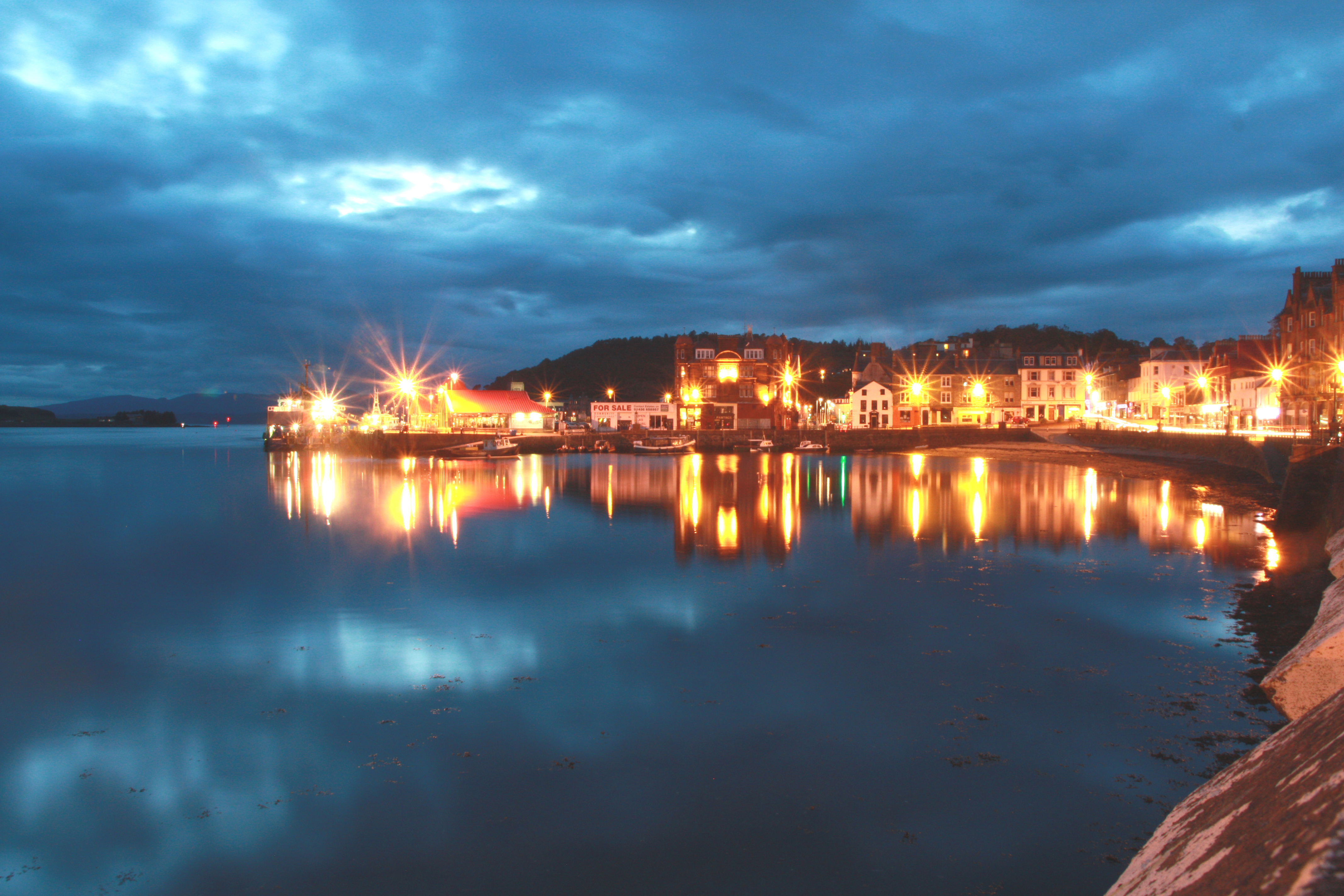
Blick auf den North Pier Ferry Terminal bei Nacht
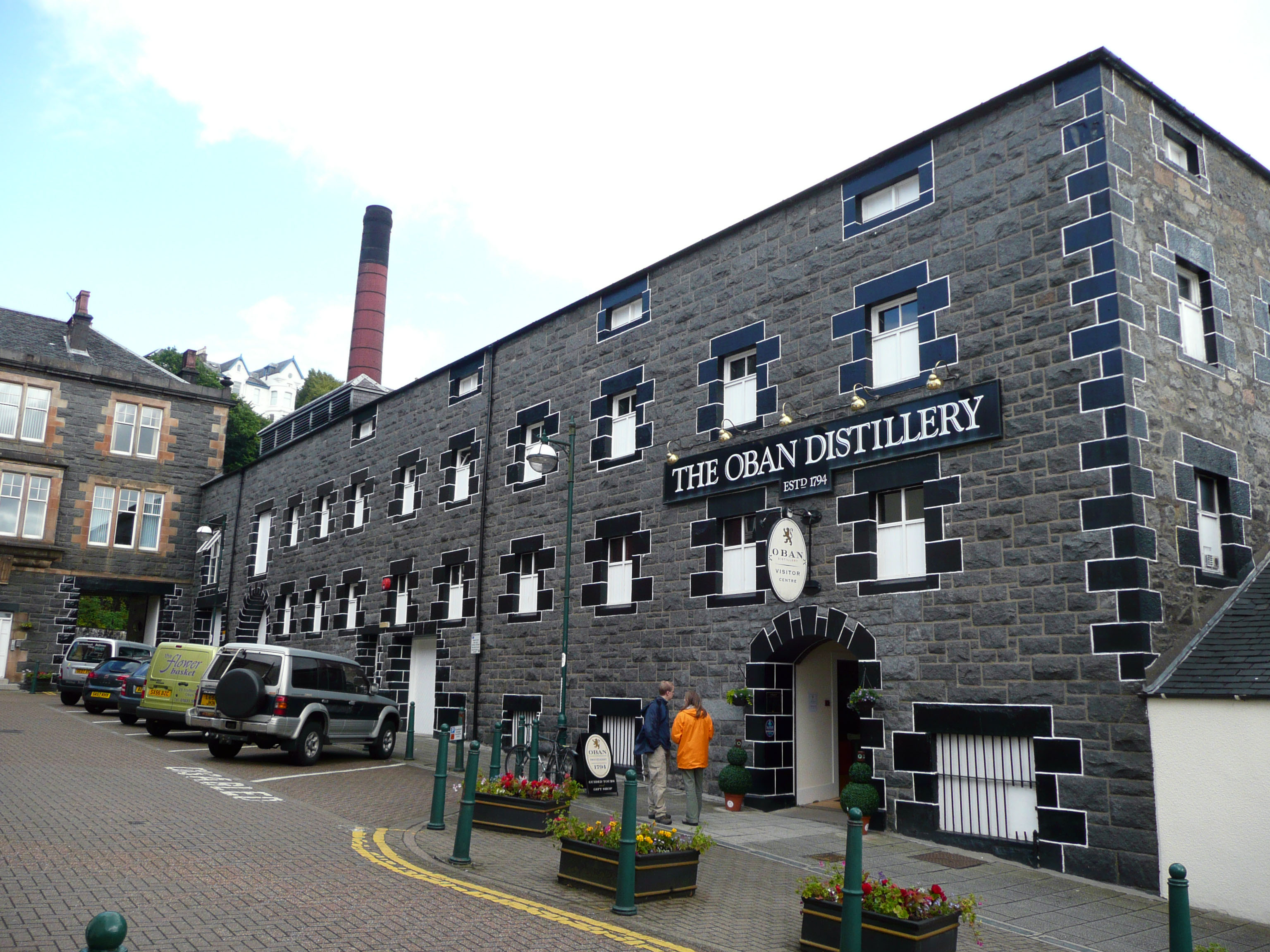
Oban-Brennerei
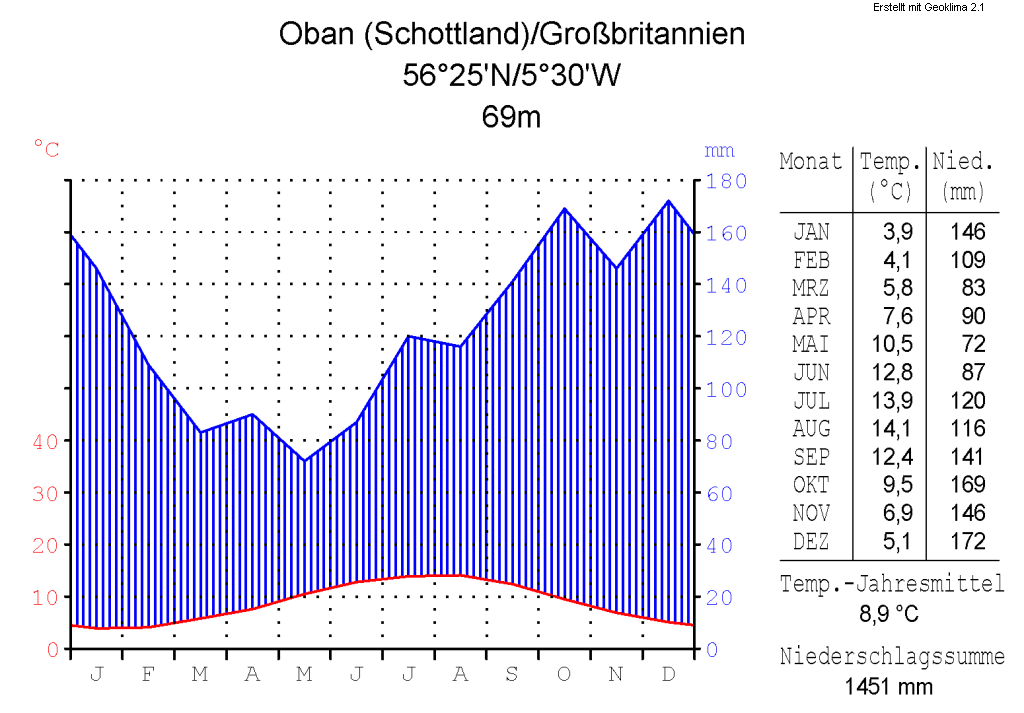
Klimadiagramm von Oban

## Verkehr
Im Bereich der Westküste in den Highlands ist Oban der wichtigste Fährhafen für die Inneren und Äußeren Hebriden. Es gibt von CalMac Ferries betriebene Verbindungen unter anderem zu den Inseln Mull, Colonsay, Coll, Tiree, Barra und South Uist. Seit 1880 besitzt der Hafen zudem Eisenbahnanschluss mit der heutigen Zweigstrecke der West Highland Line ab Crianlarich. Die ursprüngliche Strecke der Callander and Oban Railway über Callander nach Dunblane und Stirling wurde 1965 stillgelegt.
Auf der Straße ist Oban über die A85 aus Richtung Glasgow und Dundee zu erreichen, aus Richtung Süden von Lochgilphead über die A816 und aus Richtung Norden von Fort William und Inverness über die nördlich von Oban bei Connel in die A85 einmündende A828. Fernbusverbindungen bestehen unter anderem mit Glasgow, Fort William sowie Perth und Arbroath. Die umliegenden Ortschaften entlang der Küste und um Loch Awe haben ebenfalls Busverbindungen mit Oban. Innerhalb von Oban verkehren Stadtbusse zwischen Soroba und Dunollie alle 20 Minuten.
Etwa 10 Kilometer nördlich des Ortes liegt der Flughafen Oban.

## Städtepartnerschaften
Oban ist durch Städtepartnerschaften verbunden mit Laurinburg in den USA und Gorey in Irland.

## Persönlichkeiten
- William Morrison, 1. Viscount Dunrossil (1893–1961), britischer Politiker (Conservative Party), Sprecher des Unterhauses sowie Generalgouverneur von Australien
- Jamie Campbell-Walter (* 1972), britischer Rennfahrer
- Susie Wolff (* 1982), britische Rennfahrerin
- John McPhee (* 1994), britischer Motorradrennfahrer